# Otomatic
El Otomatic era un prototipo de arma antiaérea autopropulsada italiana (SPAAG). Diseñado y construido por OTO Melara, estaba armado con un cañón naval de 76 mm.

## Diseño y desarrollo
El diseño combinó el chasis de un DE-40, con una torreta con el arma Otobreda 76 mm junto con búsqueda y apuntado de radares y sus sistemas de control del disparo: un radar de búsqueda SMA VPS-Un05, con alrededor 15 km de alcance contra aeronaves y 8 km contra helicópteros; y una unidad de control del fuego SMA VPG-Un06 (Ka band). También incluía un sistema de control de disparo con  periscopios para búsqueda y apuntando, con una gama de láser-visor. La torreta entera estuvo construida de acero (aproximadamente con el mismo grosor del utilizado en el Leopard 1s) y pesó 15 toneladas. OTO Melara Ofreció él como largo-variar SPAAG aquello podría superar sistemas como el Gepard y versiones similares con la torreta Marksman con un montaje mucho más pequeño, pero con un fuego rápido, armas de 35 mm.
El arma también podría ser útil contra vehículos blindados más ligeros o tanques de generaciones antiguas.  El cañón estuvo fortalecido para aguantar presiones más grandes, así que no sólo munición AE, sino también munición APFSDS . Había también una torreta de 7.62 mm para defensa cercana.  El Otomatic nunca fue puesto a producción porque no contaba con los ya extendidos misiles antiaéreos.
El ejército italiano necesitaba otra torreta utilizada con un chasis Leopard 1 (la torreta debía ser adaptable en muchos vehículos de 40 toneladas, como el Leopard o el OF-40 ), pero la fusión nunca sucedió, ya que el SIDAM 25 cuádruple de 25   mm  ya estaba en producción y, a pesar de ser inferior y no apto para todo clima, se compraron casi 300 SIDAM. La necesidad de 60-80 OTOMATIC nunca se materializó, y el ejército italiano incluso estaba evaluando el uso de un Bofors L70 con un Leopard 1 como medida provisional. Esto tampoco fue adoptado, ya que era demasiado limitado para un cañón autopropulsado antiaéreo de la década de 1990.
El OTOMATIC, por lo tanto, no tenía órdenes en el ejército italiano, ya que tanto el SIDAM como el Skyguard Aspide ya estaban en servicio con costes muy altos, junto con los misiles Stinger, el HAWK mejorado y los próximos misiles MEADS. Tampoco se recibieron pedidos de clientes extranjeros, a pesar de las  es bien conocido y extendido en muchas marinas de todo el mundo.